# Khánh Tiên
Khánh Tiên là một xã cũ thuộc huyện Yên Khánh cũ, tỉnh Ninh Bình, Việt Nam.

## Địa lý
Xã Khánh Tiên nằm ở phía bắc huyện Yên Khánh, cách trung tâm thành phố Ninh Bình 14 km, có vị trí địa lý:
- Phía đông, tây, bắc giáp sông Đáy
- Phía nam giáp các xã Khánh Thiện và Khánh Lợi.

Xã Khánh Tiên có diện tích 6,37 km², dân số năm 2019 là 4.260 người, mật độ dân số đạt 669 người/km².
Đây cũng là xã được công nhận Anh hùng lực lượng vũ trang nhân dân ở Ninh Bình.

## Hành chính
Xã Khánh Tiên được chia thành 2 thôn: Tiền Phong, Tiền Tiến.

## Lịch sử
Ngày 27 tháng 4 năm 1977, Hội đồng chính phủ ban hành Quyết định 125-CP về việc sáp nhập xã Khánh Tiên thuộc huyện Yên Khánh mới giải thể vào huyện Yên Mô thành lập huyện Tam Điệp.
Ngày 4 tháng 7 năm 1994, Chính phủ ban hành Nghị định số 59-CP về việc chuyển xã Khánh Tiên thuộc huyện Tam Điệp về huyện Yên Khánh mới tái lập quản lý.